# Jutrijp
Jutrijp (Fries: Jutryp) is een dorp in de gemeente Súdwest-Fryslân, in de Nederlandse provincie Friesland. Jutrijp ligt ten zuidoosten van IJlst, tussen Sneek en Hommerts aan de N354. 
Jutrijp vormt samen met Hommerts een tweelingdorp, Jutrijp-Hommerts genoemd. In 2023 telde Jutrijp 280 inwoners.

## Geschiedenis

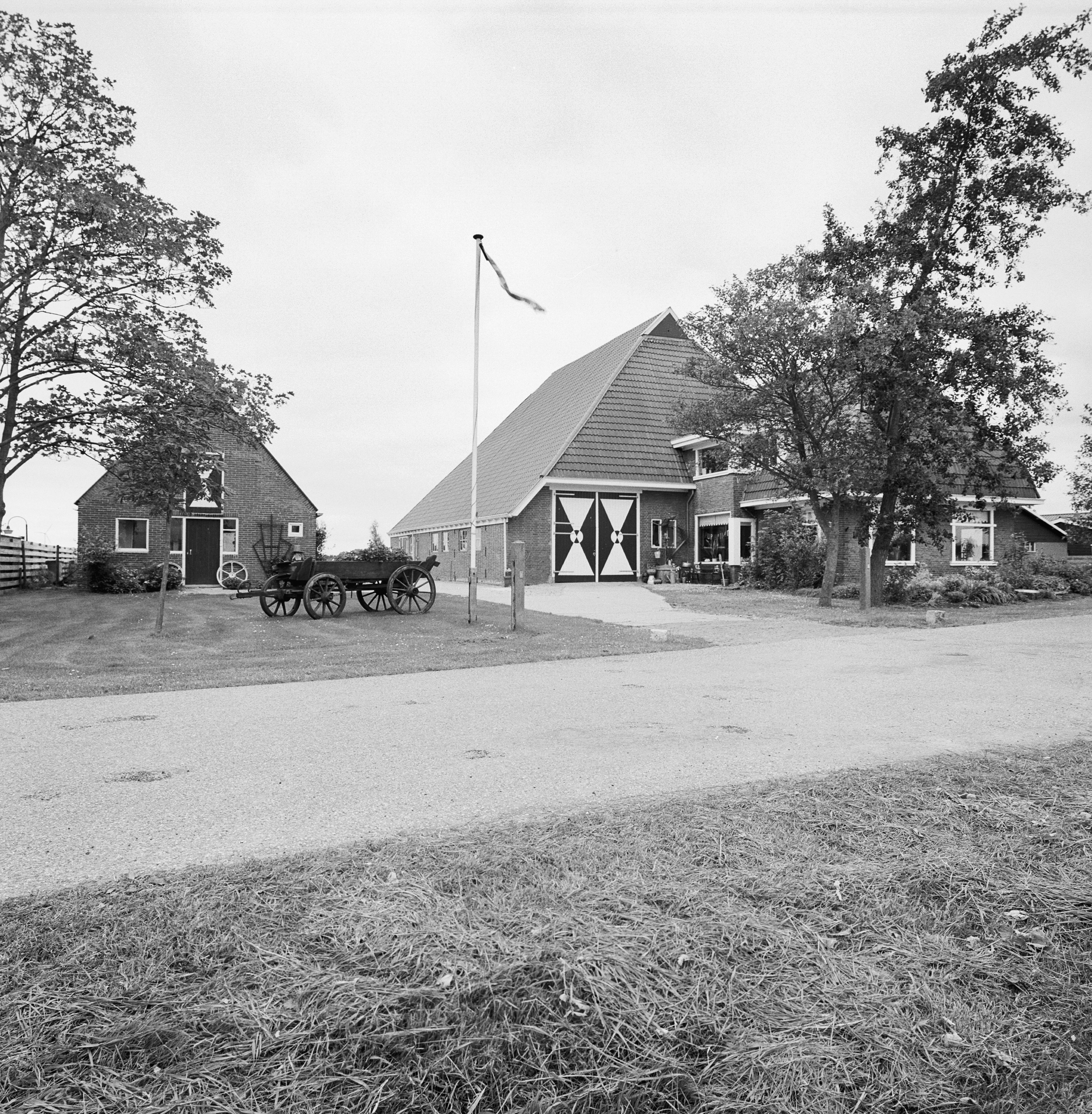
Boerderij

Jutrijp is in de late Middeleeuwen ontstaan. Het dorp groeide langs de westelijke zijde van de Jutrijpervaart bij de twee poelen, Hengstpoel en Louwepoel. Door de aanleg van de rijksstraatweg in 1843 ontwikkelde Jutrijp zich als een langgerekt lintdorp, en groeide in de richting van Hommerts. In de tweede helft van de twintigste eeuw ontstond nieuwbouw rond de poelen nieuwbouw.
Het dorp werd in 1482 vermeld als Ryp, in 1496 als In dae Joetryp, in 1496 als Jaetryp, in 1505 als Jortryp, in 1517 als Ietryp en in 1543 als Jutrijp. Het achtervoegsel -rijp duidt op een plaats aan de rand van iets. Het voorste deel, "Jut-" kan niet met zekerheid geduid worden; dit kan van de naam Jort afkomstig zijn, of een afleiding zijn van het oudfriese woord voor gat.
Tot 2011 lag Jutrijp in de voormalige gemeente Wymbritseradeel.

## Kerken
Het dorp heeft een tweetal opeenvolgende kerken gehad. De eerste kerk had een stompe kerktoren. De toren bleef staan nadat de zaalkerk die bekend stond om diens schilder- en snijkerk rond 1819 werd gesloopt.
De toren bleef tot iets na halfweg de 19e eeuw staan. Rond 1819 werd er in het dorp een vervangende kerk gebouwd. Deze kerk werd in de jaren 70 van de twintigste eeuw echter ook afgebroken. Sindsdien heeft het dorp geen kerk meer.

## Sport
De meeste sportverenigingen in het dorp zijn gezamenlijke verenigingen van het tweelingdorp. De meeste daarvan zijn gevestigd in Hommerts. Het onder meer om de kaatsvereniging De Boppeslach, de voetbalvereniging VV HJSC, volleybalvereniging Far Ut, zeilvereniging Sterke Yerke, gymnastiekvereniging SHELL en de ijsclub Iendracht.

## Watersport
Ten westen van het dorp ligt de Wijde Wijmerts en ten oosten de Brekken, met het natuurgebied Witte- en Zwarte Brekken en Oudhof. De Zoolsloot loopt vanaf het dorp naar dit natuurgebied. Het dorp heeft een eigen jachthaven in de Louwepoel, aan de Jutrijpervaart.

## Cultuur
Net als bij de sportvereniging zijn de meeste culturele verenigingen gezamenlijke verenigingen van het tweelingdorp. Het betreft onder meer de muziekvereniging Ere Zij God en de toneelvereniging De Spegel. In Hommerts staat tevens het dorpshuis Oan it Far.

## Onderwijs
Voor het basisonderwijs is het aangewezen op de gezamenlijke basisschool Van Haersma Buma in Hommerts.

## Openbaar vervoer
Bus (Qbuzz)
- Lijn 44: Sneek - Jutrijp - Hommerts - Woudsend - Ypecolsga - Harich - Balk - Sondel - Oudemirdum - Bakhuizen - Hemelum - Koudum - Workum - Bolsward
- Lijn 45: Sneek - Jutrijp - Hommerts - Woudsend - Ypecolsga - Elahuizen - Oudega - Kolderwolde - Hemelum
- Lijn 46: Sneek - Jutrijp - Hommerts - Osingahuizen - Heeg - Lytshuizen - Oudega